# Антим VI Константинопольский
Патріарх Анфім VI ( грец. Πατριάρχης Άνθιμος Στ´; у миру Іоаннідіс (грец. Ἰωαννίδης), також Куталіанос (грец. Κουταλιανός); 1782, острів Куталіс у Мармуровому морі, Османська імперія — 7 грудня 1877) — патріарх Константинопольський, який займав престол тричі: 4 грудня 1845 — 18 жовтня 1848, 1853–1855, 1871–1873.

## Біографія та діяльність
Прийняв постриг на Афоні; служив протосинкеллом Деркійської митрополії, потім очолював митрополії: Серр (з листопада 1829 р.), Пруси (з червня 1833 р.) та Ефеса (з квітня 1837 р.).
У своє перше патріаршество (успадкував Мелетію III), в 1847 зробив канонізацію Патріарха Фотія I; в 1848 році, ініціював видання в травні «Окружного послання єдиної святої кафолічної та апостольської церкви до всіх православних християн», яке було підписано ним самим (складено колишнім Патріархом Костантієм I Мудрим), Єрофеєм Александрійським, Мефодієм Антіохійським, Кирилом Єрусалимським, а також членами їх синодів, — у відповідь на енцикліку папи Пія IX від 6 січня 1848 р. Параграф 4-й Окружного послання говорив: «З єресей, що поширилися, якими бог знає долями, здебільшого всесвіту, був колись аріанізм, а тепер — папізм. Але й цей останній (подібно до першого, що вже зовсім зник), хоча донині ще в силі, не переможе до кінця, а мине і скинеться і великий голос небесний виголосить про нього: скинутий (Апок. 12,10)!»
На початку 1847 року патріарху і Синоду було дано султанське розпорядження здійснити реформу, згідно з хатті-шерифом, церковного управління: у квітні було вироблено 15 глав, згідно з якими миряни входили до Синоду нарівні з ієрархами Церкви; до його складу було включено великий логофет Микола Аристархіс, самоський князь Стефан Вогородис (грец. Στέφανος Βογορίδης ; Алеко-паша або Стойко Богоров) і бий Іоанн Псіхаріс. Але вже в жовтні 1848 року рада з 18 єпископів опротестувало практику участі мирян у церковному управлінні і вона припинилася.
Зрікся престолу 18 жовтня 1848 року і жив у Константинополі та на Афоні; йому успадкував Антим IV, який вдруге піднявся на престол 19 жовтня того ж року.
У 1895 році в Києві було опубліковано приватний лист архімандрита Феофана (Говорова) до архієпископа Інокентія (Борисова) від 9 березня 1857, до того зберігалося в особистому архіві митрополита Макарія (Булгакова); лист був написаний з Константинополя, де архімандрит Феофан складався при посольській церкві, і містив неофіційну доповідь про поточне становище церковних та інших справ у Оттоманській імперії, зокрема повідомляючи таке: «… До того ще — давно вже ходить чутка про зміну патріарха. — Шукає колишній Анфім. Редкліфф із візиром готові сприяти йому. Члени синоду може бути й не проти змінити патріарха — доброго, але боязкого, як то кажуть і недалекого. Тільки передбачивши, що, завівши промову про зміну його, вони повинні будуть прийняти Анфима — нелюбимого і хабарником, що ославився, — поклали всіма силами стояти за справжнього патріарха.»
Після усунення 8 липня 1860 року патріарха Кирила VII вибори вперше проходили за новим регламентом, що передбачав висування кандидатів виборчими зборами, до якого входили і миряни. 20 вересня того ж року набрав найбільше (35) голосів при обранні кандидатів на патріарший престол; також отримав більшість голосів на другому засіданні виборчих зборів, що залишили 3 кандидатів. Але в результаті архієреями був обраний лідер митрополитів-геронтів — Кизичний митрополит Йоаким II.
Зайнявши 5 вересня 1871 року, після вимушеної відставки Григорія VI патріарший престол втретє, будучи на той час вельми шанованим старцем.
Протистояв спробам болгарських єпископів-розкольників отримати визнання з боку оттоманської Порти (неуспішно: в 1872 році Антим (Чаликов) отримав від турецького уряду берат, що надавав йому права, проголошені султанським фірманом 1870 року), а також з боку помісних православ. У серпні — вересні 1872 року головував на Соборі в Константинополі, який засудив болгар як схизматиків за «філетизм» (привнесення племінного початку).
Нездатність патріарха припинити діяльність Болгарського екзархату (у тому числі і в самому Константинополі, де була резиденція болгарського екзарха) викликала невдоволення крайньої грецької партії, що змусило Патріарха у загальних зборах Синоду та Ради 20 вересня 1873 заявити про свою відставку. 30 вересня того ж року приніс формальне, під прелогом старості, зречення і пішов на спокій.